# Trattato di Aynalıkavak
Il trattato di Aynalıkavak (in turco Aynalıkavak tenkihnamesi)  è stato un trattato tra l'Impero ottomano e l'Impero russo firmato il 10 marzo 1779. Il nome del trattato deriva dalla località di Istanbul dove sorge il palazzo dove il trattato fu firmato.

## Antefatti storici
L'Impero Ottomano perse il Khanato di Crimea, una dipendenza ottomana dal 1478, secondo i termini del Trattato di Küçük Kaynarca del 1774. Il khan di Crimea Devlet Giray (Devlet IV) fece appello alla Porta ottomana per rinnovare la dipendenza della regione, una proposta che non era possibile secondo i termini di Küçük Kaynarca. Il governo russo costrinse Devlet IV ad abdicare dopo aver sentito delle sue suppliche agli ottomani e lo sostituì con un khan che avrebbero potuto manipolare meglio, Şahin Giray. Gli ottomani dichiararono l'intervento russo in Crimea contro i termini del trattato di Küçük Kaynarca.

## Il trattato
Con l'ambasciatore francese che funse da mediatore, i due imperi firmarono il trattato di Aynalıkavak per risolvere le tensioni in corso in Crimea. I termini del trattato sono i seguenti:
1. I termini del trattato di Küçükkaynarca sono stati ratificati
2. Entrambi gli imperi hanno promesso di non interferire con la politica della Crimea
3. I russi hanno promesso di ritirare le loro truppe dal khanato in tre mesi e venti giorni
4. L'Impero ottomano ha riconosciuto Şahin Giray come khan
5. Alle navi mercantili russe è stato concesso il diritto al libero passaggio nel Mar Mediterraneo

## Risvolti
L'imperatrice russa Caterina II stava progettando l'annessione della Crimea ma era consapevole delle possibili conseguenze. Caterina entrò in trattative con la Svezia e si assicurò che la Svezia non avrebbe stretto un'alleanza con gli ottomani in caso di annessione russa della Crimea. La Russia infine annesse la Crimea nel 1783.